# Philippe Martin (homme politique, 1953)
Pour les articles homonymes, voir Philippe Martin.
Philippe Martin, né le 22 novembre 1953 à La Garenne-Colombes (Seine), est un haut fonctionnaire et homme politique français, membre du Parti socialiste.
Préfet du Gers puis des Landes, il devient président du conseil général du Gers en 1998 et député du Gers en 2002. Il est ministre de l'Écologie, du Développement durable et de l'Énergie du 2 juillet 2013 au 31 mars 2014 dans le gouvernement Ayrault II. Remplacé au gouvernement par Ségolène Royal, il retrouve la présidence du conseil général et son siège de député, qu'il conserve jusqu'aux élections législatives de 2017, lors desquelles il ne se représente pas. Il est président de l'Agence française pour la biodiversité (ADB) à partir de 2017.
Condamné pour détournement de fonds publics en janvier 2022, il démissionne dans la foulée de la présidence du conseil départemental et de son mandat de conseiller départemental.

## Biographie

### Parcours et action politique
Titulaire d'une licence de géographie[réf. nécessaire], Philippe Martin est adjoint au secrétaire général de la mairie de Suresnes en 1978, et conseiller parlementaire du groupe socialiste de l'Assemblée nationale l'année suivante. Il poursuit sa carrière comme chef de cabinet ministériel, auprès de Roger Quilliot, ministre de l'Urbanisme et du Logement de 1981 à 1983, puis auprès de Paul Quilès, successeur de Quilliot avant d'être nommé ministre de la Défense en 1985. De 1986 à 1988, il est directeur aux relations extérieures de la Société d'administration et de réalisation d'investissements (SARI), société immobilière présidée alors par Christian Pellerin, devenue filiale de Nexity. Il devient chef de cabinet de Michel Charasse, ministre du Budget, entre 1988 et 1992, date à laquelle il est nommé préfet du Gers et, de 1994 à 1995, des Landes.
En mars 1998, il est élu conseiller général du canton de Valence-sur-Baïse et président du conseil général du Gers.
En 1999, il acquiert une notoriété nationale en déclarant qu'il va faire abattre environ 6 000 platanes au bord des routes du Gers, qu'il considère comme responsables de la mortalité sur les routes du département.
En 2001, il est en outre élu conseiller municipal et adjoint au maire de Valence-sur-Baïse.
Ce fabiusien est élu député en 2002, puis le 17 juin 2007, pour la XIIIe législature (2007-2012), dans la 1re circonscription du Gers. Il fait partie, au sein de l’Assemblée nationale, du groupe socialiste, radical et citoyen (SRC), et occupe la place no 571 de l'hémicycle. C'est pour lui une occasion de voir sa notoriété locale confirmée mais il sera vivement critiqué  pour s'être fait élire dans un département, le Gers, où il a été précédemment préfet.
Lors des élections législatives 2012, il est réélu député dans la même circonscription dès le premier tour le 10 juin avec 52,36 % des suffrages exprimés.
Le 1er juillet 2012, il demande aux restaurateurs et cavistes d’arrêter de vendre des vins de Californie pour protester contre l’entrée en vigueur dans cet État américain d'une loi interdisant la production et la vente de foie gras au nom du bien-être animal.
Le 2 juillet 2013, il est nommé ministre de l'Écologie, du Développement durable et de l'Énergie du gouvernement français, en remplacement de Delphine Batho. En août, il annonce la création prochaine d'une « contribution climat énergie » (taxe carbone).
Analysant le conflit autour du projet de barrage de Sivens, l'universitaire Philippe Subra relève que « la DUP [publiée en octobre 2013] est rendue possible par la nomination d'un nouveau ministre de l'Écologie, Philippe Martin, jusque-là président du Conseil général du Gers, un département où intervient la Compagnie d'Aménagement des Coteaux de Gascogne [maître d'ouvrage du projet] et où l'irrigation et la maïsiculture sont très développés. Une des premières décisions du nouveau ministre consiste à lever le moratoire sur le financement et la création de retenues d'eau qu'avait décrété sa prédécesseure, Delphine Batho. Le fait que le département du Tarn soit alors dirigé par une majorité socialiste, comme la plupart des départements du Sud-Ouest, n'est sans doute pas totalement étranger à la décision du ministre ».
En mars 2015, il est élu conseiller départemental du canton de Baïse-Armagnac en tandem avec Gisèle Biémouret.
En février 2017, il est nommé président de l’Agence française pour la biodiversité.
Préférant rester président du conseil départemental du Gers, il ne se représente pas lors des législatives de 2017.

### La question des OGM
Le 11 juin 2004, Philippe Martin, en tant que président, fait adopter par le conseil général du Gers un vœu qui exprime son opposition aux cultures OGM en plein champ. Saisi par le préfet du Gers, Jean-Michel Fromion, le tribunal administratif annule la délibération du conseil général le 6 avril 2005. Confirmée par la cour administrative d'appel de Bordeaux, la décision est finalement infirmée par le Conseil d'État statuant en dernier ressort le 30 décembre 2009.
Philippe Martin propose l'organisation du premier référendum départemental sur la présence d'essais OGM en plein champ. En 2005, cette initiative est soutenue par voie de pétition par plus de 10 % du corps électoral gersois, condition nécessaire pour organiser une telle consultation, comme le prévoit la loi du 13 août 2004. Cependant sa validité fait elle aussi l'objet d'une contestation par le préfet Fromion. À la suite de quoi, le projet de référendum est suspendu.
Philippe Martin quitte, avec la FNSEA et les représentants des semenciers, mais pour des raisons fort différentes, le Grenelle de l'environnement en octobre 2007, lorsqu'il est question de geler les cultures OGM en plein champ, à la suite de la constatation générale de l'impossibilité de contrôler la dissémination hypothétique .
Siégeant au sein de la Haute Autorité sur les OGM, il soutient l'activation de la clause de sauvegarde afin de suspendre l'utilisation de maïs transgénique Monsanto 810.

### Fonctions au Parti socialiste
Le 27 juin 2007, il est nommé deuxième vice-président du groupe socialiste, radical et citoyen, chargé du développement durable et de l'agriculture. Il est aussi membre de la Commission des finances de l'Assemblée nationale.
Martine Aubry, première secrétaire du Parti socialiste, le nomme en décembre 2008, vice-président du Forum des territoires, nouvelle instance dans laquelle il a entre autres rôles celui d'élaborer la doctrine du Parti socialiste en matière de décentralisation en vue des échéances électorales de 2012.
Lors de la primaire citoyenne de 2017, il apporte son soutien à Benoît Hamon. Après la victoire de ce dernier, il est chargé d'une « mission Énergies 2025 » dans le cadre de sa campagne présidentielle.
Le 1er juillet 2017, il participe au lancement du mouvement du 1er Juillet, renommé par la suite Génération.s, sans pour autant quitter le PS.

### Affaires judiciaires
En 2018, il fait l'objet d'une enquête judiciaire concernant des emplois fictifs présumés au profit de ses proches et notamment de son épouse Joëlle, ancienne élue municipale d’Auch, durant ses mandats de député du Gers, de 2002 à 2013 puis de 2014 à 2017. Dans le cadre de cette enquête, il reçoit le 13 décembre 2021 une convocation à se présenter au siège du Parquet national financier (PNF) à Paris au début de l'année 2022.
Il est reconnu coupable de détournement de fonds publics et condamné à deux ans de prison avec sursis et à  rembourser 238 000 euros à l’Assemblée nationale. Son épouse est condamnée à six mois de sursis probatoire pour « complicité et recel de détournements de fonds publics ». De plus, ils sont tous les deux déclarés inéligibles pour trois ans et devront payer respectivement 70 000 et 30 000 euros d’amende. Philippe Martin renonce à faire appel et démissionne de la présidence du conseil départemental en janvier 2022.

## Mandats
- 27 mars 1998 - 22 mars 2015 : conseiller général du canton de Valence-sur-Baïse
- De mars 2001 à mars 2008 : conseiller municipal et adjoint au maire de Valence-sur-Baïse
- 27 mars 1998 - 19 juillet 2013 : président du conseil général du Gers
- De 2002 à 2013 et à nouveau de 2014 à 2017 : député de la 1re circonscription du Gers
- 27 juin 2014 - 6 janvier 2022 : président du conseil général puis départemental du Gers
- 2 avril 2015 - 6 janvier 2022 : conseiller départemental du canton de Baïse-Armagnac.